# Armênia nos Jogos Olímpicos de Verão de 2024
Armênia competiu nos Jogos Olímpicos de Verão de 2024 realizados em Paris, na França, entre 26 de julho e 11 de agosto de 2024. Foi a oitava participação consecutiva do país nos Jogos Olímpicos de Verão desde a estreia em Atlanta 1996.
Foi representado por 15 atletas que competiram em sete esportes. Conquistou quatro medalhas, sendo três de prata, com Artur Davtyan no salto masculino da ginástica artística, Artur Aleksanyan na categoria até 97 kg masculino da luta greco-romana e Varazdat Lalayan na categoria acima de 102 kg masculino do halterofilismo, e uma medalha de bronze com Malkhas Amoyan na categoria até 77 kg masculino da luta greco-romana.

## Medalhas
| Atleta           | Esporte             | Evento                           | Medalha |
| ---------------- | ------------------- | -------------------------------- | ------- |
| Artur Davtyan    | Ginástica artística | Salto masculino                  | Prata   |
| Artur Aleksanyan | Lutas               | Greco-romana até 97 kg masculino | Prata   |
| Varazdat Lalayan | Halterofilismo      | Mais de 102 kg masculino         | Prata   |
| Malkhas Amoyan   | Lutas               | Greco-romana até 77 kg masculino | Bronze  |

## Competidores
Esta foi a participação por modalidade nesta edição:
| Esporte        | Masculino | Feminino | Total |
| -------------- | --------- | -------- | ----- |
| Atletismo      | 1         | 0        | 1     |
| Boxe           | 1         | 0        | 1     |
| Ginástica      | 2         | 0        | 2     |
| Halterofilismo | 3         | 0        | 3     |
| Lutas          | 5         | 0        | 5     |
| Natação        | 1         | 1        | 2     |
| Tiro           | 0         | 1        | 1     |
| Total          | 13        | 2        | 15    |

## Desempenho

### Atletismo
- Q = Qualificado para a próxima fase
- q = Qualificado para a próxima fase como o perdedor mais rápido ou, em eventos de campo, pela posição sem atingir o alvo para qualificação
- N/A = Fase não aplicável para o evento
- Bye = Atleta não precisou disputar aquela fase

Masculino
Eventos de pista
| Atleta            | Evento | Baterias | Baterias | Repescagem | Repescagem | Semifinal   | Semifinal   | Final       | Final       | Ref.  |
| Atleta            | Evento | Tempo    | Pos.     | Tempo      | Pos.       | Tempo       | Pos.        | Tempo       | Pos.        | Ref.  |
| ----------------- | ------ | -------- | -------- | ---------- | ---------- | ----------- | ----------- | ----------- | ----------- | ----- |
| Yervand Mkrtchyan | 800 m  | 1:49.91  | 9        | 1:50.07    | 8          | Não avançou | Não avançou | Não avançou | Não avançou | [ 5 ] |

### Boxe
Masculino
| Atleta         | Evento        | Fase de 32           | Oitavas de final     | Quartas de final     | Semifinal            | Final                | Final       | Ref.  |
| Atleta         | Evento        | Adversário Resultado | Adversário Resultado | Adversário Resultado | Adversário Resultado | Adversário Resultado | Pos.        | Ref.  |
| -------------- | ------------- | -------------------- | -------------------- | -------------------- | -------------------- | -------------------- | ----------- | ----- |
| Davit Chaloyan | Mais de 92 kg | —                    | GBR D Orie V 3–2     | ESP A Ghadfa D 0–5   | Não avançou          | Não avançou          | Não avançou | [ 6 ] |

### Ginástica

#### Artística
Masculino
| Atleta         | Evento           | Qualificação | Qualificação | Qualificação | Qualificação | Qualificação | Qualificação | Qualificação | Qualificação | Final       | Final       | Final       | Final       | Final       | Final       | Final       | Final            | Ref.  |
| Atleta         | Evento           | Aparelho     | Aparelho     | Aparelho     | Aparelho     | Aparelho     | Aparelho     | Total        | Pos.         | Aparelho    | Aparelho    | Aparelho    | Aparelho    | Aparelho    | Aparelho    | Total       | Pos.             | Ref.  |
| Atleta         | Evento           | F            | PH           | R            | V            | PB           | HB           | Total        | Pos.         | F           | PH          | R           | V           | PB          | HB          | Total       | Pos.             | Ref.  |
| -------------- | ---------------- | ------------ | ------------ | ------------ | ------------ | ------------ | ------------ | ------------ | ------------ | ----------- | ----------- | ----------- | ----------- | ----------- | ----------- | ----------- | ---------------- | ----- |
| Artur Davtyan  | Individual geral | —            | —            | —            | 14.666       | —            | —            | —            | —            | Não avançou | Não avançou | Não avançou | Não avançou | Não avançou | Não avançou | Não avançou | Não avançou      | [ 7 ] |
| Artur Davtyan  | Salto            | —            | —            | —            | 14.666       | —            | —            | 14.666       | 7 Q          | —           | —           | —           | 14.966      | —           | —           | 14.966      | Medalha de prata | [ 7 ] |
| Vahagn Davtyan | Individual geral | —            | —            | 14.733       | —            | —            | —            | —            | —            | Não avançou | Não avançou | Não avançou | Não avançou | Não avançou | Não avançou | Não avançou | Não avançou      | [ 8 ] |
| Vahagn Davtyan | Argolas          | —            | —            | 14.733       | —            | —            | —            | 14.733       | 7 Q          | —           | —           | 14.866      | —           | —           | —           | 14.866      | 6                | [ 8 ] |

### Halterofilismo
Masculino
| Atleta              | Evento         | Arranco | Arranco | Arremesso | Arremesso | Total | Pos.             | Ref.   |
| Atleta              | Evento         | Result. | Pos.    | Result.   | Pos.      | Total | Pos.             | Ref.   |
| ------------------- | -------------- | ------- | ------- | --------- | --------- | ----- | ---------------- | ------ |
| Andranik Karapetyan | Até 89 kg      | 170     | 5       | 200       | 7         | 370   | 7                | [ 9 ]  |
| Garik Karapetyan    | Até 102 kg     | 186     | 2       | 212       | 5         | 398   | 4                | [ 10 ] |
| Varazdat Lalayan    | Mais de 102 kg | 215     | 3       | 252       | 2         | 467   | Medalha de prata | [ 11 ] |

### Lutas

#### Greco-romana
Masculino
| Atleta           | Evento    | Oitavas               | Quartas                  | Semifinais            | Repescagem           | Final / DB              | Final / DB        | Ref.   |
| Atleta           | Evento    | Adversário Resultado  | Adversário Resultado     | Adversário Resultado  | Adversário Resultado | Adversário Resultado    | Pos.              | Ref.   |
| ---------------- | --------- | --------------------- | ------------------------ | --------------------- | -------------------- | ----------------------- | ----------------- | ------ |
| Slavik Galstyan  | Até 67 kg | ECU A Montaño V 3–2   | FRA M Sylla V 3–2        | IRI S Esmaeili D 4–10 | Bye                  | CUB L Orta D 0–7        | 5                 | [ 12 ] |
| Malkhas Amoyan   | Até 77 kg | FIN J Sarkkinen V 8–0 | IRI A Kavianinejad V 3–0 | JPN N Kusaka D 1–3    | Bye                  | UZB A Vardanyan V 6–5   | Medalha de bronze | [ 13 ] |
| Artur Aleksanyan | Até 97 kg | KOR Kim S-j V 9–0     | UZB R Assakalov V 9–5    | CUB G Rosillo V 5–3   | —                    | IRI M Hadi Saravi D 1–4 | Medalha de prata  | [ 14 ] |

#### Livre
Masculino
| Atleta            | Evento    | Oitavas                    | Quartas                 | Semifinais           | Repescagem           | Final / DB           | Final / DB  | Ref.   |
| Atleta            | Evento    | Adversário Resultado       | Adversário Resultado    | Adversário Resultado | Adversário Resultado | Adversário Resultado | Pos.        | Ref.   |
| ----------------- | --------- | -------------------------- | ----------------------- | -------------------- | -------------------- | -------------------- | ----------- | ------ |
| Arsen Harutyunyan | Até 57 kg | MEX R Bravo-Young V 13–3   | UZB G Abdullaev D 5–12  | Não avançou          | Não avançou          | Não avançou          | Não avançou | [ 15 ] |
| Vazgen Tevanyan   | Até 65 kg | GEO G Dzebisashvili V 11–0 | MGL T Tömör-Ochir D 5–7 | Não avançou          | Não avançou          | Não avançou          | Não avançou | [ 16 ] |

### Natação
Masculino
| Atleta           | Evento      | Eliminatórias | Eliminatórias | Semifinal   | Semifinal   | Final       | Final       | Ref.   |
| Atleta           | Evento      | Tempo         | Pos.          | Tempo       | Pos.        | Tempo       | Pos.        | Ref.   |
| ---------------- | ----------- | ------------- | ------------- | ----------- | ----------- | ----------- | ----------- | ------ |
| Artur Barseghyan | 100 m livre | 51:54         | 56            | Não avançou | Não avançou | Não avançou | Não avançou | [ 17 ] |

Feminino
| Atleta               | Evento          | Eliminatórias | Eliminatórias | Semifinal   | Semifinal   | Final       | Final       | Ref.   |
| Atleta               | Evento          | Tempo         | Pos.          | Tempo       | Pos.        | Tempo       | Pos.        | Ref.   |
| -------------------- | --------------- | ------------- | ------------- | ----------- | ----------- | ----------- | ----------- | ------ |
| Varsenik Manucharyan | 100 m borboleta | 1:01:24       | 26            | Não avançou | Não avançou | Não avançou | Não avançou | [ 18 ] |

### Tiro
Feminino
| Atleta            | Evento             | Qualificação | Qualificação | Final       | Final       | Ref.   |
| Atleta            | Evento             | Marca        | Pos.         | Marca       | Pos.        | Ref.   |
| ----------------- | ------------------ | ------------ | ------------ | ----------- | ----------- | ------ |
| Elmira Karapetyan | Pistola de ar 10 m | 576          | 9            | Não avançou | Não avançou | [ 19 ] |